# Список эпизодов телесериала «Реанимация»
Список эпизодов телесериала «Реанимация», премьера которого состоялась на канале CBS 30 сентября 2015 года.

## Обзор сезонов
| Сезон | Сезон | Эпизоды | Дата показа      | Дата показа     | Рейтинг Нильсона | Рейтинг Нильсона       |
| Сезон | Сезон | Эпизоды | Премьера         | Финал           | Ранк             | Зрители США (миллионы) |
| ----- | ----- | ------- | ---------------- | --------------- | ---------------- | ---------------------- |
|       | 1     | 18      | 30 сентября 2015 | 24 февраля 2016 | 34               | 10.17                  |
|       | 2     | 16      | 28 сентября 2016 | 8 февраля 2017  | 31               | 9.23                   |
|       | 3     | 13      | 25 апреля 2018   | 18 июля 2018    | 60               | 6.93                   |

## Эпизоды

### Сезон 1 (2015 - 2016)
| № общий | № в сезоне | Название                                                  | Режиссёр          | Автор сценария                      | Дата премьеры    | Произв. код | Зрители в США (млн) |
| --- | ---------- | --------------------------------------------------------- | ----------------- | ----------------------------------- | ---------------- | ----------- | ------------------- |
| 1 | 1          | «Pilot» «Пилот»                                           | Дэвид Семел       | Майкл Ситцман                       | 30 сентября 2015 | CB101       | 8.58                |
| Доктор Лиэнн Рориш дает своим первокурсникам право работать в мемориальной больнице Ангелов, где находится самая загруженная больница страны. |            |                                                           |                   |                                     |                  |             |                     |
| 2 | 2          | «We Plug Holes» «Мы затыкаем дыры»                        | Кристофер Мисиано | Майкл Ситцман                       | 7 октября 2015   | CB102       | 6.83                |
| После того, как Криста спасает жизнь женщине, она умоляет Нила сделать операцию, которая обеспечит репродуктивное будущее пациентки. Кроме того, Марио ввязывается в драку с пациентом после того, как тот ставит диагноз, который может поставить под угрозу хоккейную карьеру этого человека. |            |                                                           |                   |                                     |                  |             |                     |
| 3 | 3          | «Pre-Existing Conditions» «Ранее существовавшие условия»  | Ли Роуз           | Дэвид Маршалл Грант                 | 14 октября 2015  | CB103       | 6.96                |
| Обезумевшая мать двух сыновей, попавших в страшную автомобильную аварию. Кроме того, Марио запугивает Ангуса, чтобы он выполнил ненужную операцию, но позволяет Ангусу взять вину на себя, когда Лиэнн узнает.                                                                                  |            |                                                           |                   |                                     |                  |             |                     |
| 4 | 4          | «Sometimes It's a Zebra» «Иногда это зебра»               | Адам Кейн         | Бретт Махони                        | 21 октября 2015  | CB104       | 7.13                |
| Новый хирург Коул Гатри присоединяется к мемориалу ангелов с помощью своего отчужденного отца и вступает в конфликт с Лиэнн из-за их противоположных подходов к медицине. Кроме того, Криста испытывает кризис доверия в середине процедуры по ее первому ребенку после потери сына.            |            |                                                           |                   |                                     |                  |             |                     |
| 5 | 5          | «Doctors with Borders» «Врачи с границами»                | Дэвид фон Анкен   | Молли Ньюман                        | 28 октября 2015  | CB105       | 5.96                |
| Нил спорит со своим отцом-нейрохирургом о том, как лечить его тяжелобольную мать, чьи таинственные симптомы заставляют Ангелов Мемориал подвергать изоляции травму один. |            |                                                           |                   |                                     |                  |             |                     |
| 6 | 6          | «In Extremis» «В крайнем случае»                          | Винсент Мисиано   | Кори Эветт & Мэттью С. Партни       | 4 ноября 2015    | CB106       | 6.44                |
| 7 | 7          | «Buen Árbol» «Хорошее дерево»                             | Ник Гомес         | Коринн Мэрринен                     | 11 ноября 2015   | CB107       | 6.90                |
| 8 | 8          | «You Are the Heart» «Ты cердце»                           | Алекс Закржевский | Дэвид Маршалл Грант                 | 18 ноября 2015   | CB108       | 6.59                |
| 9 | 9          | «The Son Rises»                                           | Неизвестно        | Неизвестно                          | 25 ноября 2015   | 109         | TBA                 |
| 10 | 10         | «Cardiac Support»                                         | Неизвестно        | Неизвестно                          | 2 декабря 2015   | 110         | TBA                 |
| 11 | 11         | «Black Tag» «Черный ярлык»                                | Омар Мадха        | Молли Ньюман                        | 9 декабря 2015   | 111         | TBA                 |
| 12 | 12         | «The Fog of War» «Неясность обстановки»                   | Роб Бейли         | Дэвид Маршал Грант                  | 13 января 2016   | 112         | TBA                 |
| 13 | 13         | «First Date» «Первое свидание»                            | Константин Макрис | Кристен Ким                         | 20 января 2016   | 113         | TBA                 |
| 14 | 14         | «The Fifth Stage» «Пятая стадия»                          | Оз Скотт          | Бретт Махони                        | 27 января 2016   | 113         | TBA                 |
| 15 | 15         | «Diagnosis of Exclusion» «Диагностика методом исключения» | Дэвид Вон Анкен   | Кори Эветт и Мэтью Партни           | 3 февраля 2016   | 115         | TBA                 |
| 16 | 16         | «Hail Mary» «Радуйся, Мария, благодати полная!»           | Алекс Закржевский | Майкл Сеицман и Молли Ньюман        | 10 февраля 2016  | 116         | TBA                 |
| 17 | 17         | «Love Hurts» «Любовь — это боль»                          | Константин Макрис | Дэвид Маршал Грант и Райан Макгарри | 17 февраля 2016  | 117         | TBA                 |
| 18 | 18         | «Blood Sport» «Кровавая забава»                           | Дэвин Вон Анкен   | Майкл Сеицман и Кайла Альперт       | 24 февраля 2016  | 118         | TBA                 |

### Сезон 2 (2016 - 2017)
| № общий | № в сезоне | Название                                    | Режиссёр          | Автор сценария                        | Дата премьеры    | Произв. код | Зрители в США (млн) |
| ------- | ---------- | ------------------------------------------- | ----------------- | ------------------------------------- | ---------------- | ----------- | ------------------- |
| 19      | 1          | «Second Year» «Год второй»                  | Лони Перистере    | Майкл Сеицман                         | 28 сентября 2016 | CB201       | TBA                 |
| 20      | 2          | «Life and Limb» «Жизнь и здоровье»          | Ли Роз            | Дэвид Маршал Грант                    | 5 октября 2016   | CB202       | TBA                 |
| 21      | 3          | «Corporeal Form» «В телесной оболочке»      | Дэвид Вон Анкен   | Кори Эветт и Мэттью Партни            | 12 октября 2016  | CB203       | TBA                 |
| 22      | 4          | «Demons and Angels» «Демоны и ангелы»       | Луис Прието       | Майкл Брэндон Гуэрчио                 | 26 октября 2016  | CB204       | TBA                 |
| 23      | 5          | «Landslide» «Оползень»                      | Дэвид МакУиртер   | Джессика Болл                         | 2 ноября 2016    | CB205       | TBA                 |
| 24      | 6          | «Hero Complex» «Героизм»                    | Дэвид Вон Анкен   | Кайла Альперт                         | 9 ноября 2016    | CB206       | TBA                 |
| 25      | 7          | «What Lies Beneath» «То, что скрыто»        | Константин Макрис | Закари Луцки                          | 16 ноября 2016   | CB207       | TBA                 |
| 26      | 8          | «1.0 Bodies» «Тела. Версия 1.0»             | П. Дж. Пеше       | Кристен Ким                           | 23 ноября 2016   | CB208       | TBA                 |
| 27      | 9          | «Sleight of Hand» «Ловкость рук»            | Роб Гринлия       | Джулиан Мейохас                       | 30 ноября 2016   | CB209       | TBA                 |
| 28      | 10         | «Ave Maria» «Аве Мария»                     | Келли Макин       | Кемин Хаззард                         | 7 декабря 2016   | CB210       | TBA                 |
| 29      | 11         | «Exodus» «Исход»                            | Джет Уилкинсон    | Кори Эветт и Мэттью Партни            | 21 декабря 2016  | CB211       | TBA                 |
| 30      | 12         | «One in a Million» «Одна на миллион»        | Роб Бейли         | Дэвид Маршал Грант и Джессика Болл    | 4 января 2017    | CB212       | TBA                 |
| 31      | 13         | «Unfinished Business» «Незаконченное дело»  | Дэвид Вон Анкен   | Майкл Сеицман                         | 11 января 2017   | CB213       | TBA                 |
| 32      | 14         | «Vertigo» «Головокружение»                  | Кэрол Бенкер      | Кайла Альперт и Майкл Брэндон Гуэрчио | 25 января 2017   | CB214       | TBA                 |
| 33      | 15         | «The Devil's Workshop» «Мастерская дьявола» | Дэвид Вон Анкен   | Кори Эветт и Мэттью Партни            | 1 февраля 2017   | CB215       | TBA                 |
| 34      | 16         | «Fallen Angels» «Падшие ангелы»             | Майкл Сеицман     | Джессика Болл и Джулиан Мейохас       | 8 февраля 2017   | CB216       | TBA                 |

### Сезон 3 (2018)
| № общий | № в сезоне | Название                                                      | Режиссёр         | Автор сценария                          | Дата премьеры  | Произв. код | Зрители в США (млн) |
| ------- | ---------- | ------------------------------------------------------------- | ---------------- | --------------------------------------- | -------------- | ----------- | ------------------- |
| 35      | 1          | «Third Year» «Год третий»                                     | Роб Боуман       | Майкл Сеицман                           | 25 апреля 2018 | CB301       | TBA                 |
| 36      | 2          | «Better Angels» «Ангелы получше»                              | П. Дж. Пеше      | Дэвид Маршал Грант                      | 2 мая 2018     | CB302       | TBA                 |
| 37      | 3          | «La Familia» «Семья»                                          | Майкл Шульц      | Барби Клигман                           | 9 февраля 2018 | CB303       | TBA                 |
| 38      | 4          | «The Same as Air» «Как воздух»                                | Дайана Валентайн | Кори Эвевтт и Мэттью Партни             | 16 мая 2018    | CB304       | TBA                 |
| 5       | 39         | «Cabin Pressure» «Давление в кабине»                          | Ранди Зиск       | Майк Веисс                              | 30 мая 2018    | CB305       | TBA                 |
| 40      | 6          | «Hell's Heart» «Пекло»                                        | Ларри Шоу        | Эдуардо Хавьер Канто и Райан Мальдонадо | 30 мая 2018    | CB306       | TBA                 |
| 41      | 7          | «Step Up» «Шаг вперёд»                                        | Эд Орнелас       | Джессика Болл                           | 6 июня 2018    | CB307       | TBA                 |
| 42      | 8          | «Home Stays Home» «Дом остаётся домом»                        | Лин Одинг        | Ребекка Каттер                          | 13 июня 2018   | CB308       | TBA                 |
| 43      | 9          | «Only Human» «Человеческое»                                   | Дуг Ханна        | Дэвид Маршал Грант                      | 20 июня 2018   | CB309       | TBA                 |
| 44      | 10         | «Change of Heart» «Передумать»                                | Дженнифер Линч   | Барби Клинмаг                           | 27 июня 2018   | CB310       | TBA                 |
| 45      | 11         | «One of Our Own» «Одна из нас»                                | Николь Рубил     | Коли Эветт и Мэттью Партни              | 4 июля 2018    | CB311       | TBA                 |
| 46      | 12         | «As Night Comes and I'm Breathing» «Ночь наступает, и я дышу» | Томас Дж. Райт   | Джессика Болл                           | 11 июля 2018   | CB312       | TBA                 |
| 47      | 13         | «The Business of Saving Lives» «Дело спасения жизней»         | Роб Боуман       | Майк Уайсс                              | 18 июля 2018   | CB313       | TBA                 |